# Tachypeza clavipes
Tachypeza clavipes är en tvåvingeart som beskrevs av Friedrich Hermann Loew 1864. Tachypeza clavipes ingår i släktet Tachypeza och familjen puckeldansflugor. Inga underarter finns listade i Catalogue of Life.